# ブルマァク

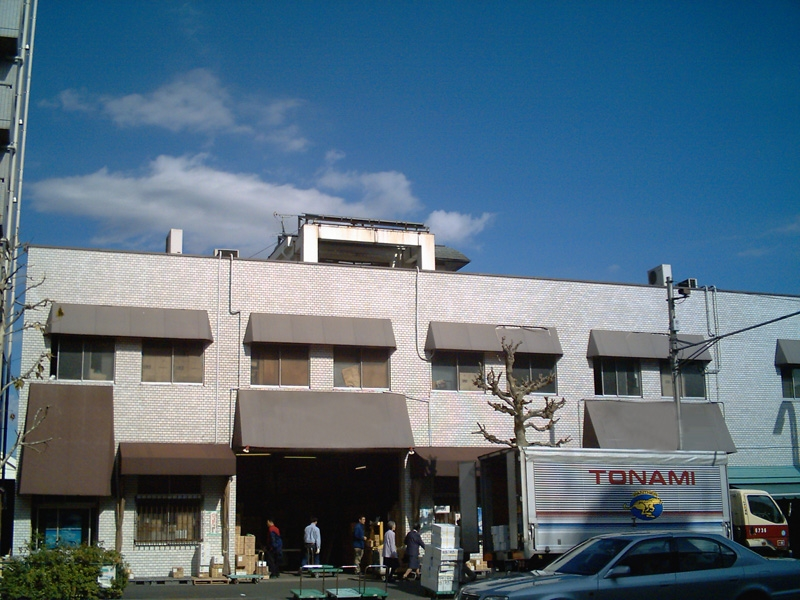
旧ブルマァク本社ビル

株式会社 ブルマァクは、かつて東京都台東区西浅草（1971年頃は、同区寿）に本社を置いていた、日本の玩具メーカーである。
当社のロゴマークは雄牛を象ったものであり、同社の各怪獣人形の足裏には、必ず「雄牛の刻印」（ブルマァク）がなされており、真贋の目安になった。この「ブルマァク」のブランド名（名称「ロゴ」）は、創業者の一人である鐏（いしずき）三郎が現在も所有している。鐏は2008年、東京都文京区小日向に「株式会社 ブルマァク（新社）」を設立し、事業を再開。2009年より、ブルマァクグッズの通信販売のみながらも業務を行っていた。現在は墓場の画廊を運営する株式会社クレイジーバンプのグループ会社である株式会社百目堂が事業を継承し、通信販売を行っている。

## 概略
1969年4月4日、前年に倒産したマルサン商店の社長だった石田實の甥・石田幸太郎と鐏三郎、柴田豊の元マルサン社員3人が共同出資し、設立。鐏は1966年に円谷特技プロダクション（現：円谷プロダクション）の『ウルトラQ』(TBS) が放映開始された際に同作品の怪獣のソフビ人形を企画し、「怪獣ブーム」の仕掛け人となった人物である。
「ブルマァク」の社名については、3人の合議の末に「力強いイメージを」として「ブル」の単語を選び、ここから「ブルマーク」となった。さらには、マルサン時代から世話になっている中国占師に指導を仰ぎ、画数を変えて「ブルマァク」とし、これを決定名とした。
創業時は「怪獣ブーム」も過ぎ去った中で、マルサンの怪獣人形は見切り品となって投げ売りされていた。この状況からの「キャラクター物は怖い」との判断で、当初は手堅く電車や自動車などのブリキ製の乗り物の玩具（ティン・トイ）を製造販売していた。ところがまもなく『ウルトラマン』や『ウルトラセブン』の再放送が開始されると、鐏の甥たちがこれに熱中し、マルサンのウルトラ怪獣のソフビ人形での遊びに夢中になり始めた。さらにリサーチを行うと、子供たちの多くが怪獣人形で遊んでいるという結果が出た。これを商機ありと捉えた鐏は、この年の夏からマルサン時代の「ウルトラ怪獣」のソフトビニール人形を再び販売し始めた。
当時、マルサン時代の金型は、取引先工場に債務代わりとして差し押さえられていた。鐏はこれらを整備し、12種類ほどの怪獣人形の再生産の手はずを整えた。さっそく円谷プロと商品化契約を結び、マルサン時代の金型を使ってソフビ人形を再発売し始めたが、「マルサン」からの引き継ぎ商品ということもあり、販売開始からしばらくは売れ行きはあまり良くなかったという。しかし、やがて問屋からの反響が大きくなって計画的な出荷も奏功し、大量注文が寄せられるようになった。
1970年（昭和45年）9月28日から、円谷プロがTBSで『ウルトラファイト』を放送開始すると、さらに売り上げは伸びた。鐏らは『ウルトラマン』や『ウルトラセブン』が再放送されている地域に営業出張し、積極的に販路を拡げた。
鐏の発案によって、商品の袋に新聞紙一面サイズの写真カタログ式チラシを封入したところ、「非常にわかりやすい」と、孫から頼まれて玩具店にやってくるお年寄りのみならず、問屋からも好評を受けたという。また、玩具店店頭でキャンペーンも行い、等身大の「ジラース」や「エレキング」の怪獣人形を設置し、『ウルトラファイト』の番組宣伝や雑誌での特集企画なども行い、「怪獣ブーム」再来の手応えを得た。

### 帰ってきたウルトラマンと変身、怪獣ブーム
鐏らのこうした地道な販路拡大と、独自の消費者リサーチは、円谷プロやTBSへの新しい「ウルトラシリーズ」企画の依頼へと発展。鐏は、前シリーズのスポンサーだった武田薬品工業にもこのプレゼンテーションを行ったという。
1971年（昭和46年）春、鐏らの働きかけに、対する円谷プロ、TBSも『ウルトラマン』の新シリーズ企画に意欲を見せ、双方の思惑が一致する形でついに新番組『帰ってきたウルトラマン』が放送開始。円谷プロではこの『帰ってきたウルトラマン』放送開始を前に、円谷皐によって「営業部」が新設され、版権業務を直接行う体制を整えた。ブルマァクとしても、主戦商品として同番組のキャラクター人形を積極的にリリースした結果、ソフビ人形、ブリキ人形、プラモデル、ゲーム、プラスチック玩具、ダイキャスト合金玩具など、品目も多岐にわたって同社最大数の商品リリースとなり、当時空前の『変身・怪獣ブーム』の火付け役を担った。
ブルマァク初期に発売されたソフビはマルサン商店時期に発売されたアイテムの金型を改修した再発売アイテムが多く含まれ、造形には独特のディフォルメが加えられていた。鐏は、「私たちの作っているのはあくまで玩具であって、怪獣ではありませんから」と述べている。しかし、後期になるほど造形は細かくなる一方、色彩は大胆に飛躍してゆき、独特の世界観を形成していった。
鐏は同社の怪獣人形の造形方針として、「形のリアルさよりも、子供たちが手に取って遊びやすいことを前提にしている」と述べている。また、「尻尾のある怪獣は材料を食う」（鐏談）との事情から、『帰ってきたウルトラマン』後半以降の第2期ウルトラシリーズの登場怪獣には尻尾が短いものが多くなった。『変身・怪獣ブーム』にまま見られる、スポンサーの意向が番組の現場に影響した一例である。
看板商品である「ウルトラ怪獣」だけでなく、同じく円谷作品の『快獣ブースカ』のキャラクター商品も人気を集めた。そのほかにも第一次怪獣ブーム時期の作品題材から、大映の「ガメラシリーズ」、『マグマ大使』（フジテレビ、ピープロ）などのソフビ人形も、大小のサイズを含めて多数が発売された。今ブームでは、『宇宙猿人ゴリ』や『快傑ライオン丸』以後の作品を含め、ピー・プロ作品からもソフビ、電動トイ、プラモデルなどが、積極的にリリースされた。
同社がスポンサーを務めた『ミラーマン』では、番組の放送開始前に、円谷プロとの合同企画として「少年学習雑誌」に掲載されていた漫画版デザインのミラーマンを販売し、『ジャンボーグA』でも同様に企画段階での漫画版キャラクターだった「ジャンボーX」のソフビも販売した。東宝の『ゴジラシリーズ』などの怪獣映画キャラクターのソフビ人形もマルサンから引き継ぎ、新商品も含んで積極的にリリースしていた。
ブルマァク社のオリジナルシリーズとしては、「太陽系の惑星を代表するキャラクター」をコンセプトにした「キングビーナス」、「ジュピターキング」、「キングウラヌス」などを販売し、精力的な商品開発を行なっていた。

### 業績悪化と石油ショック
こうした人気シリーズの版権を抱えていた反面、無版権の類似商品の大量流出の影響で、怪獣玩具全体の売れ行きが目減りした。これはソフトビニール人形の金型が比較的安価に出来てしまうことからの弊害でもある。
また、『ミラーマン』では番組の人気が途中から低迷したため過剰に在庫を抱え、のちの倒産の種となったという。『ミラーマン』関連商品の過剰追加生産に反比例する売り上げ降下などもあり、業績は次第に頭打ちとなっていった。これは、生産が手作業に頼らざるを得ないために、番組人気の動向と生産管理がうまく合わないというジレンマを抱えた業種であることも一因とされている。
業績回復のために『トリプルファイター』の単独スポンサーとなるが、この作品は週5回放送で1回10分のため制作費が30分番組よりもかさみ、業績はさらに悪化した。
1973年（昭和48年）、ポピーが販売開始した「超合金」が大ヒット。ブルマァクでは『帰ってきたウルトラマン』時に「マットアロー」などの劇中メカの「ダイキャスト」玩具は発売しており、このポピー社の「超合金」に対抗して、自社オリジナルの合金玩具シリーズ「Z合金ジンクロン」を商標化。合金玩具分野を本格化した。
一方、この年末から起こった世界的な第一次石油ショックが、諸物価の高騰、石油製品である主力玩具資材の不足・高騰を招き、経営をさらに圧迫することとなった。諸物価の高騰はテレビ番組の製作本数も減少させ、「変身・怪獣ブーム」自体も縮小の方向へ向かわせることとなった。
1974年（昭和49年）、『ゴジラ対メカゴジラ』（東宝）のロボット怪獣「メカゴジラ」の玩具商品が大ヒット。「Z合金ジンクロン」シリーズでも、メカニックだけでなく、「ゴジラ」や「ガイガン」、「キングギドラ」など東宝の怪獣キャラクターも題材に選ばれた。合金玩具の売れ行きは各社とも良かったが、亜鉛合金を用いるダイキャスト生産は多額の設備投資を必要としたため、経営悪化の状態は変わらなかった。

### 倒産
1975年（昭和50年）、東宝の「ゴジラシリーズ」が『メカゴジラの逆襲』、円谷プロの「ウルトラシリーズ」が『ウルトラマンレオ』を以て終了する。「第2次怪獣ブーム」は終息を迎え、「巨大ヒーロー番組」が次々に姿を消すなか、ウルトラマン人気も例外ではなく、かつての勢いを維持することはできなかった。この主軸商品番組の喪失にもかかわらず、『ウルトラマンレオ』終了後も、「ウルトラシリーズ」商品の販売は細々と継続し続けた。
1976年（昭和51年）、『UFO戦士ダイアポロン』、『ろぼっ子ビートン』などのロボットアニメ番組のスポンサーとして、ソフビ商品にあわせ、同番組キャラクターの「Z合金ジンクロン」シリーズを発売。
1977年（昭和52年）10月、倒産。前年からこの時期にかけては、第一次石油ショックを背景とする「第二次怪獣ブーム」の末期にあたり、株主や債権者が経営悪化を理由に債権を引き上げたこと、また前述のポピーとの「超合金戦争」に敗れたことが倒産の一因となったと言われる。
これを受けて、ブルマァクが筆頭スポンサーだった『小さなスーパーマン ガンバロン』は12月24日放送分で中途打ち切り、『合身戦隊メカンダーロボ』も同じく12月29日放送分で打ち切りとなったが、こちらは過去のフィルムや素材を何度も使い回しさながら総集編の連続の様な内容になりつつも、どうにか完結の体裁を取ることができた。

### 他社によるブルマァク製ソフビ人形の復刻
その後、ウルトラ怪獣ソフトビニール人形は、1990年代のレトロブームを背景にバンダイから復刻版ソフトビニール人形の販売が開始された。通常の玩具扱いで一部製品が再発売されたのち、バンダイ出版課による「B-CLUB」ブランドで、非ウルトラ系キャラクターも交えて多数の製品を復刻。その後は同出版課から「B-CLUB」ブランドを継承した新ポピーが販売を請け負っていた。同社のプレックスとの合併に伴い、新たに「B-CLUB」ブランドの受け皿となったバンダイホビー事業部が2007年春よりリリース。やがて再興したブルマァク自らがソフビ人形の発売に乗り出したことを境に、バンダイ系企業による復刻ラインは自然消滅した。
2000年代初頭にはブルマァク魂など、バンダイから精巧に作られたソフトビニール人形のミニチュアが発売されたことがあった。また、ゴジラ及び東宝怪獣系はM1号より、ウルトラシリーズ、ミラーマンは有限会社やまなやがそれぞれ精力的に復刻発売している。また、M1号等のインディーズメーカーはブルマァク時にラインナップされなかった怪獣らを当時風の造形でソフビ化し、発売した。これらの原型制作にはブルマァク時代に関わった職人を起用したブランドもあった。このようなレトロタイプソフビを、ファンは「マルブル系ソフビ」と総称している。

## ブルマァクによる玩具化作品
- ウルトラシリーズ
- チビラくん
- 仮面ライダー
- ミラーマン
- トリプルファイター
- レッドマン
- 怪獣大奮戦 ダイゴロウ対ゴリアス
- SFドラマ 猿の軍団
- ゴジラシリーズ
- 行け!ゴッドマン
- バロンシリーズ
- 快傑ライオン丸
- 鉄人タイガーセブン
- 電人ザボーガー
- 冒険ロックバット
- 科学忍者隊ガッチャマン
- 新造人間キャシャーン
- UFO戦士ダイアポロン
- ブロッカー軍団IVマシーンブラスター
- ろぼっ子ビートン
- 合身戦隊メカンダーロボ